# Metavermilia truncata
Metavermilia truncata är en ringmaskart som beskrevs av Imajima 1978. Metavermilia truncata ingår i släktet Metavermilia och familjen Serpulidae. Inga underarter finns listade i Catalogue of Life.